# Bus Stop
Bus Stop és una pel·lícula estatunidenca dirigida per Joshua Logan i estrenada l'any 1956.

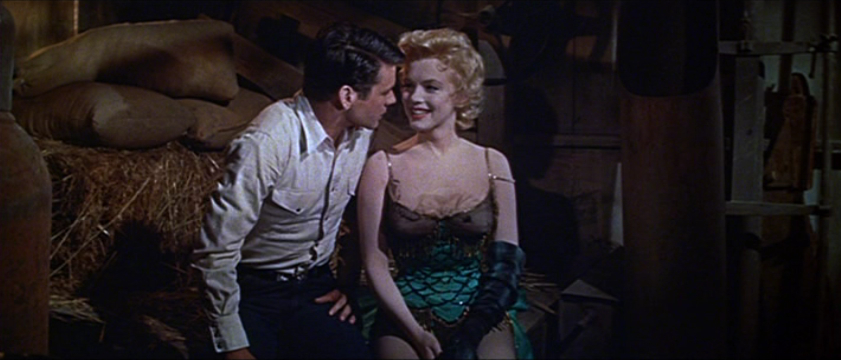
Don Murray i Marilyn Monroe al film

## Repartiment
- Marilyn Monroe: Chérie

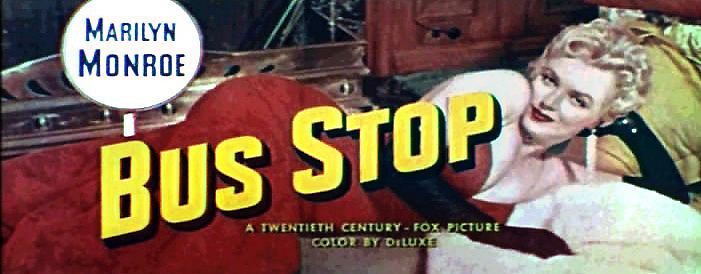
Bus Stop

- Don Murray: Beauregard "Bo" Decker
- Arthur O'Connell: Virgil Blessing
- Betty Field: Grace
- Eileen Heckart: Vera
- Robert Bray: Carl
- Hope Lange: Elma Duckworth
- Hans Conried: fotògraf de Life Magazine
- Max Showalter: periodista de Life Magazine (Casey Adams)

## Premis
- Nominat a l'Oscar al millor actor secundari - Don Murray
- Nominada al Globus d'Or a la millor actriu musical o còmica - Marilyn Monroe
- Nominada al Globus d'Or a la millor pel·lícula musical o còmica